# Chlorure de thionyle
Le chlorure de thionyle, ou dichlorure de thionyle, est un composé inorganique de la famille des oxychlorures, de formule SOCl2. Il s'agit d'un réactif utilisé dans les réactions de chloration. C'est un liquide incolore qui se décompose vers 140 °C et réagit avec l'eau H2O en libérant du chlorure d'hydrogène HCl et du dioxyde de soufre SO2 :
SOCl2 + H2O → 2 HCl + SO2.
La molécule de SOCl2 est pyramidale, ce qui indique la présence d'un doublet non liant sur l'atome de soufre (IV).

## Synthèse
La plupart des synthèses industrielles du chlorure de thionyle utilisent la réaction entre le trioxyde de soufre et le dichlorure de soufre.
SO3 + SCl2 → SOCl2 + SO2
Parmi les autres méthodes, on peut citer :
(a) SO2 + PCl5 → SOCl2 + POCl3
(b) SO2 + Cl2 + SCl2 → 2 SOCl2
(c) SO3 + Cl2 + 2 SCl2 → 3 SOCl2
La réaction (a) a aussi pour produit de l'oxychlorure de phosphore, qui ressemble beaucoup au chlorure de thionyle dans de nombreuses réactions.

## Utilisation
Le principal emploi du chlorure de thionyle est en réactif de chloration. Il permet notamment de transformer les alcools en chlorures d'alkyle, selon l'équation :
ROH + SOCl2 → RCl + SO2 + HCl
De même, les acides carboxyliques sont transformés en chlorures d'acyle :
RCO2H + SOCl2 → RCOCl + SO2 + HCl